# 黄田ハ駅
黄田垻駅（こうでんはえき）は、中華人民共和国四川省成都市青羊区に位置する成都地下鉄9号線の駅である。

## 歴史
- 2020年12月18日：開業[2]。

## 隣の駅
成都地下鉄
■9号線
成都西站駅 -黄田垻駅